# Straiton Parish Church

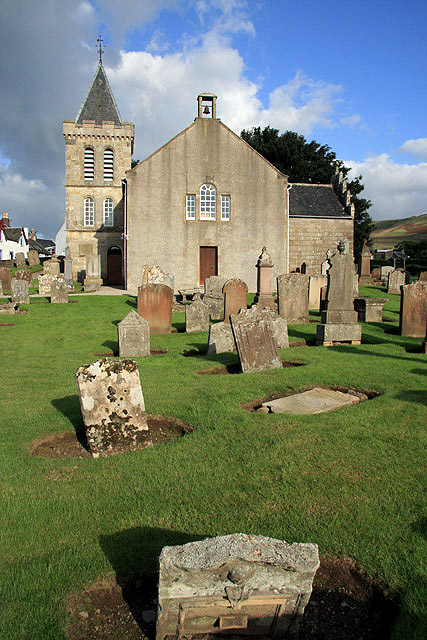
Straiton Parish Church

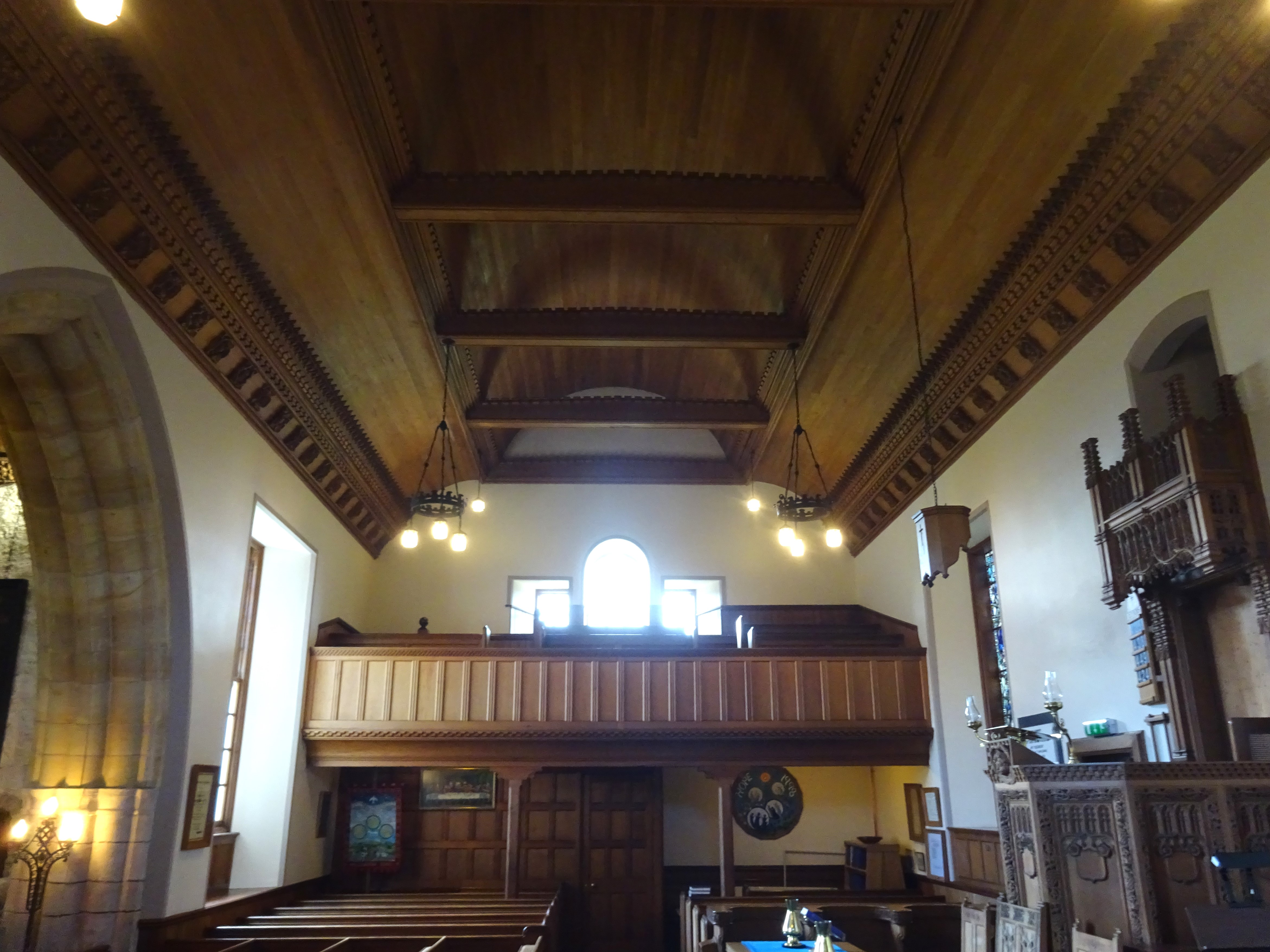
Blick in den Innenraum

Die Straiton Parish Church ist ein Kirchengebäude der presbyterianischen Church of Scotland in der schottischen Ortschaft Straiton in der Council Area South Ayrshire. 1971 wurde das Bauwerk in die schottischen Denkmallisten in der höchsten Denkmalkategorie A aufgenommen. Am selben Standort befand sich ein mittelalterlicher Vorgängerbau. Teile dieses Bauwerks wurden in die 1758 erbaute Straiton Parish Church eingearbeitet. Im Jahre 1813 wurde das Gebäude restauriert und 1901 überarbeitet und erweitert. Die Kirche ist noch als solche in Verwendung.

## Beschreibung
Die Straiton Parish Church liegt inmitten eines umgebenden Kirchhofs an der Main Street, der Hauptstraße von Straiton. Der rückwärtig abgehende Anbau mit Piscina stammt noch aus dem 13. oder 14. Jahrhundert, während die übrigen Teile aus den 1750er Jahren stammen. Zu erwähnen ist das große Maßwerk an der südlichen Giebelseite. Auf dem Friedhof finden sich zahlreiche historische Grabsteine unter anderem von Covenantern.